# 日本労働安全衛生コンサルタント会
一般社団法人日本労働安全衛生コンサルタント会（にほんろうどうあんぜんえいせいコンサルタントかい）は、日本の労働安全コンサルタント、労働衛生コンサルタントで構成される業界団体。海外派遣コンサルタントの登録・派遣業務、企業・団体のコンサルタント業務などを実施している。以前は厚生労働省労働基準局総務課所管の社団法人であったが、公益法人制度改革に伴い一般社団法人へ移行した。安全衛生コンサルタント、労働安全コンサルタントは強制的に加盟する必要はない。

## 概要
- 所在：東京都港区芝4-4-5　三田労働基準協会ビル3階
- 会長：三浦展義

## 沿革
- 1983年 - 設立（労働安全衛生法第87条）
- 2001年 - 登録事務開始